# 龜巖許浚
《龜巖許浚》（韓語：구암 허준）為韓國MBC自2013年3月18日起播出的日日特別企劃連續劇，由《許浚》、《朱蒙》和《光與影》的編劇崔完圭執筆，《善德女王》、《階伯》的導演金根洪掌鏡。以1999年電視劇《許浚》為基礎，進行更加貼近現代觀眾審美水平的修改，講述《東醫寶鑒》的作者許浚戲劇性的人生以及東方醫學的新世界。
金柱赫已故的父親金茂生曾在1975年電視劇《執念》飾演許浚，時隔38年由他再次出演同一角色。

## 演員陣容

### 主要人物
- 金柱赫：許浚（幼年：姜漢別）
- 朴真熙：睿珍
- 南宮珉：柳道知
- 朴恩斌：李多喜
- 白潤植：柳義泰（第50集退場）

### 許浚週邊人物
- 高斗心：許浚母孫氏
- 李在勇：金民世（第51集退場）
- 鄭昊彬：安光翼
- 朴哲民：具一書
- 甄美里：咸安嫂
- 余鎬民：千良太
- 崔尚勳：許浚父許碖
- 李海宇：許謙

### 柳義泰週邊人物
- 金美淑：柳義泰夫人吳氏
- 鄭殷杓：林吾根

### 王室
- 全盧民：朝鮮宣祖
- 張智恩：恭嬪金氏（第104集退場）
- 鄭詩雅：仁嬪金氏（第127集退場）
- 印喬鎮：光海君
- 徐伊安：仁穆王后

### 其他人物
- 崔宗煥：楊禮壽
- 宋在熙：李政明（第73集退場）
- 孫汝恩：素賢
- 韓寶貝：彩善（第93集退場）
- 尹宥善：紅春
- 賈得熙：世熙
- 郭智敏：具言年
- 高尹厚：鄭泰恩
- 元基俊：許石
- 俞泰雄：金公諒
- 金炳基：成仁哲

## 道具上的小瑕疵
- 第69集及第70集，毒死弘文館教理具泰雲的同一包斑蝥粉前後不一致。前者看似乾燥竹葉磨成的粉末，灰綠色，含有細渣及小顆粒。後者則為顏色較潤澤的極細粉末，橄欖綠。

## 歷史考証
- 仁嬪金氏是在1606年受封為仁嬪（時年51歲），在此之前為淑媛，昭容，貴人。劇中當時（100集前後）的身份為昭容（詳見恭嬪金氏，仁嬪金氏），但眾人皆以仁嬪稱之，此為錯誤稱謂。
- 電視劇第105集，片頭打出：17年後，宣祖24年，1591年。續接104集劇情，當時為恭嬪金氏病逝（1577年）的17年後（應為1594年），且105集劇情中光海君召見許浚提到：信城君的病還沒好，他（指朝鮮宣祖）去探望了。但信城君（1578-1592）應早已作古，不可能還在病中。105集~109集劇情仍圍繞著許浚治癒信誠君，立世子之爭，壬辰倭亂，宣祖避難發展， 都是1591至1592年間發生的事，要使這些劇情合理化的唯一解釋為105集片頭的17年後應改為14年後。
- 電視劇第109集，仁嬪接受其弟建議：戰亂時受封的世子不會被明朝承認，也為了保嗣，因此向宣祖提出立光海君為世子。提到信城君現在才10歲，怎麼能在這個時候承擔起世子這麼大的重任呢。當時信城君應為13歲，而非10歲。

## 外部連結
- MBC（页面存档备份，存于）
- 官方部落格（页面存档备份，存于）

| MBC 日日特別企劃劇 | MBC 日日特別企劃劇                              | MBC 日日特別企劃劇 |
| ------------------ | ----------------------------------------------- | ------------------ |
|                    | 龜巖許浚 （2013年3月18日－2013年9月27日）       |                    |
| （新增時段）       | 帝王之女守百香 （2013年9月30日－2014年3月14日） |                    |